# Karl Cäsar Antz
Karl Cäsar Antz (* 1805 Zell an der Mosel; † 9. Februar 1859 in Greifswald) war ein deutscher Arzt und Botaniker.

## Biographie
Er war der Sohn des Rechtsanwalts Heinrich Philipp Antz aus Zell und dessen Ehefrau Maria Kreuter. Er besuchte die Gymnasien in Koblenz und Trier und studierte ab Ostern 1824 drei Jahre in Bonn Medizin. Er lebte dann drei Jahre auf dem Besitz seines Vaters bei Trier. 1830 wurde er als Militärarzt bei den Garde-Husaren in Potsdam eingestellt. Im Jahr 1834 wurde er nach Berlin in das 2. Garde-Regiment zu Fuß versetzt, wo er seine Dissertation über den Tabak („Tabaci historia“ 1836) schrieb. Von dort kam er als Bataillonsarzt an das 4. Garde-Landwehr-Regiment nach Düsseldorf. Hier verfasste mit dem Hofgärtner R. E. Clemen zusammen eine Flora von Düsseldorf (veröffentlicht 1846). Schon 1847 wurde er aber an das Jäger-Bataillon „Fürst Bismarck“ Nr. 2 in Greifswald versetzt, wo er sich bis an seinen Tod mit den Pflanzen und besonders den Pilzen beschäftigte.
Er war verheiratet, die Ehe blieb aber kinderlos. Er galt als verschlossen und mehr der Botanik als der Medizin zugetan.

## Werk
- Tabaci historia. 1836, Digitalisat
- Flora von Düsseldorf. 1846, Digitalisat